# Fritz Springmeier
 (octobre 2021).
Si vous disposez d'ouvrages ou d'articles de référence ou si vous connaissez des sites web de qualité traitant du thème abordé ici, merci de compléter l'article en donnant les références utiles à sa vérifiabilité et en les liant à la section « Notes et références ».
Fritz Springmeier (né Victor Earl Schoof, le 24 septembre 1955 à Garden City) est un écrivain essayiste conspirationniste et conférencier américain, de religion chrétienne. Il change officiellement de nom en 1987.

## Biographie
Ses grands parents sont des agriculteurs ruinés qui ont rejoint, en 1977, le mouvement American Agricultural Movement (en) né au Nebraska.
Il a écrit plus de dix livres, tourné de nombreuses vidéos, et donné plusieurs conférences portant notamment sur le projet MK-Ultra de manipulation mentale de la CIA.
En 2003, Springmeier est condamné à 9 ans de prison pour une implication dans un vol ayant eu lieu à Portland (Oregon) en 1997. Il purge sa peine à Sheridan, dans l'Oregon. Il sort de prison en mars 2011.

## Publications
- (en) The Illuminati Formula Used to Create an Undetectable Total Mind Controlled Slave
- (en) Deeper Insights into the Formula Volume 1
- (en) Deeper Insights into the Formula Volume 2
- (en) Be Wise as Serpents: The Systematic Destruction of Christianity by Secret Societies Worldwide
- (en) Ezekial 6:3 Spiritual Warfare
- (en) The Watchtower & the Masons
- (en) Bloodlines of the Illuminati (Previously "The Top 13 Illuminati Bloodlines")
- (en) Guide to Ancient and Foreign Strokes
- (en) Humility
- (en) Deut. 22:25 Interest
- (en) Exous 20:4-5 Likenesses
- (en) They Know Not What They Do

En hollandais
- (nl) De 13 Satanische bloedlijnen - De oorzaak van veel ellende en kwaad op aarde. Coauteur Robin de Ruiter, Mayra Publications, Enschede,  (ISBN 9789080162396) (2008)